# Téguéla
Téguéla est une localité du centre de la Côte d'Ivoire et appartenant au département de Séguéla, Région du Worodougou. La localité de Téguéla est un chef-lieu de commune.